# Acacus
Acacus is een geslacht van wandelende takken uit de familie Diapheromeridae. De wetenschappelijke naam van dit geslacht is voor het eerst geldig gepubliceerd in 1907 door Karl Brunner-von Wattenwyl.

## Soorten
Het geslacht Acacus omvat de volgende soorten:
- Acacus braggi Hennemann & Conle, 2003
- Acacus rufipectus Brunner von Wattenwyl, 1907
- Acacus sarawacus (Westwood, 1859)